# Wyspy Dziewicze Stanów Zjednoczonych na Mistrzostwach Świata w Lekkoatletyce 2013
Wyspy Dziewicze Stanów Zjednoczonych na Mistrzostwach Świata w Lekkoatletyce 2013 – reprezentacja Wysp Dziewiczych Stanów Zjednoczonych podczas mistrzostw świata w Moskwie liczyła 1 zawodnika, który nie zdobył medalu.

## Występy reprezentantów Wysp Dziewiczych Stanów Zjednoczonych
| Konkurencja                         | Zawodnik     | Eliminacje | Eliminacje | Półfinał | Półfinał | Finał    | Finał   |
| Konkurencja                         | Zawodnik     | Rezultat   | Pozycja    | Rezultat | Pozycja  | Rezultat | Pozycja |
| ----------------------------------- | ------------ | ---------- | ---------- | -------- | -------- | -------- | ------- |
| Bieg na 110 m przez płotki mężczyzn | Eddie Lovett | 13,52      | 17.        | NQ       | NQ       | NQ       | NQ      |